# Grand hotel Union
Grand hotel Union je med najstarejšimi hoteli v Ljubljani. Glavni vhod leži ob Miklošičevi cesti na št. 1, v neposredni bližini Prešernovega trga.

## Zgodovina
Zgradbo Grand hotela Union so začeli graditi aprila 1904. Projekte je izdelal izkušen sarajevski arhitekt Josip Vancaš (1859 - 1932). Otvoritev hotelskega kompleksa je bila 28. oktobra 1905. Investitor je bila Delniška družba Union. Tako zunanjost kot notranjost je bila zgrajena v secesijskem slogu. Ima štiri etaže in se razteza tudi ob Nazorjevi ulici. Obe krili povezuje vogalni valjasti stolp s kupolami. Ulično pročelje sledi klasičnim kompozicijskim načelom in jo krasijo rastlinski motivi. Izstopajo nizi sončnic. Začetek in zaključek del sta označena s spominskima ploščama ob vogalnem vhodu. 
Ob otvoritvi je imel hotel 120 sob, salone, veliko koncertno dvorano z jekleno streho, restavracije, kavarno, vinsko klet, električno razsvetljavo, dvigalo, centralno ogrevanje, vrt in garažo za avtomobile (najprej so bili hlevi za konje). V koncertni dvorani, ki so jo leta 1935 preuredili, je 90 let deloval kino Union.
V 70. letih 20. stoletja so hotelu dozidali novo krilo in prestavili vhod, vse po zasnovi arhitekta Marjana Amaliettia. Dodaten hotelski prizidek je oblikoval Edo Mihevc. Hotel in veliko dvorano so leta 1998 ponovno prenovili (arhitekta Jože in Miha Dobrin). Dvorani so prizidali dodatne prostore, tako da ima hotel danes zmogljivosti manjšega kongresnega centra. Zgodovinski del hotela je bil obnovljen leta 2010.
Del hotelskega dvorišča ob vhodu v prizidan objekt ima dvignjeno ploščad z vodnjakom. Kipe igrajočih konjičkov je oblikoval Lujo Vodopivec.

## Hotel danes
Hotel je razdeljen v več enot.
Grand Hotel Union Executive ima 173 standardnih in zgodovinskih hotelskih sob, 5 apartmajev ter 16 hotelskih stanovanj. Je največji hotelski konferenčni center v Ljubljani in ima 21 konferenčnih dvoran in salonov, ki sprejmejo od 10 do 850 udeležencev.
Grand Hotel Union Business ima 127 hotelskih sob in 6 apartmajev v Standard in Superior kategoriji z brezplačnim dostopom do interneta, luksuzno kozmetiko, masažnimi stoli, sobnimi kolesi in drugo opremo.
Central Hotel ima 71 hotelskih sob in 3 apartmaje. V sklopu tega so tudi 3 sodobno opremljene konferenčne dvorane z zmogljivostjo od 10 do 120 oseb.